# Каракол (аэропорт)
Международный аэропорт Каракол (кирг. Каракол эл аралык аба майданы; ИКАО: UCFK) — аэропорт в Кыргызстане, расположенный в северной части города Каракол (административный центр Иссык-Кульской области). Постановлением правительства Кыргызстана 25 ноября 2011 года аэропорту присвоен статус международного. Аэровокзал рассчитан для обслуживания внутренних и международных рейсов. С 2018 году перестал работать, в 2022 году началась масштабная реконструкция. 11 декабря 2024 года аэропорт открылся после реконструкции.

## История
Основан в 1971 году, введён в эксплуатацию 1978 году. Относится к аэродромам класса «3С» (нормы ИКАО) и «Г» (нормы МАК). На аэродроме имеется одна асфальтобетонная искусственная взлетно-посадочная полоса размером 2000×35 м и одна запасная грунтовая взлетно-посадочная полоса размером 1800×100 м. На аэродроме могли регулярно эксплуатироваться воздушные суда типа Як-40, L-410, Ан-2, Ан-26, Ан-28 и вертолёты всех типов.
В 2018 году аэропорт принял последний чартерный рейс по маршруту Дубай — Ташкент — Бишкек — Каракол, выполненный на самолете бизнес-класса модели RJ. После этого аэропорт перестал работать.
7 мая 2022 году президент Садыр Жапаров определил сроки реконструкции аэропорта, после чего начались строительные работы силами ООО «Международный аэропорт „Манас“». Реконструкция включала удлинение взлётно-посадочной полосы и постройку нового здания аэровокзала. 11 декабря 2024 года аэропорт открылся после реконструкции.

## Техническое оснащение
Аэродром имеет радиотехнические средства (приводная р/станция ПАР-10, радио пеленгатор АРП-75, УКВ командная р/станция). Все навигационные оборудования аэропорта на аварийное отключение электроэнергии имеют дизель-генератор мощностью 10квт, который запускается автоматически. Аэродром обеспечен необходимой спецтехникой, также имеется трактор МТЗ-82 для очистки снега в зимний период. Летное поле по всему периметру перекрыто инженерно-заградительным ограждением (8000 м.) В аэровокзале имеется стационарный металлоискатель РМД-2, а также досмотровая аппаратура.